# Campeonato Europeo de Atletismo de 1966
El VIII Campeonato Europeo de Atletismo se celebró en Budapest (Hungría) entre el 30 de agosto y el 4 de septiembre de 1966 bajo la organización de la Asociación Europea de Atletismo (EAA) y la Federación Húngara de Atletismo. 
Las competiciones se realizaron en el Népstadion de la capital húngara.

## Resultados

### Masculino
| Evento            | Oro                                                                                       | Plata                                                                                     | Bronce                                                                                         |
| ----------------- | ----------------------------------------------------------------------------------------- | ----------------------------------------------------------------------------------------- | ---------------------------------------------------------------------------------------------- |
| 100 m             | Wiesław Maniak · Polonia · 10,5                                                           | Roger Bambuck Francia 10,5                                                                | Claude Piquemal Francia 10,5                                                                   |
| 200 m             | Roger Bambuck Francia 20,9                                                                | Marian Dudziak · Polonia · 21,0                                                           | Jean-Claude Nallet Francia 21,0                                                                |
| 400 m             | Stanisław Grędziński · Polonia · 46,0                                                     | Andrzej Badeński · Polonia · 46,2                                                         | Manfred Kinder Alemania Occidental 46,3                                                        |
| 800 m             | Manfred Matuschewski República Democrática Alemana 1:45,9                                 | Franz-Josef Kemper Alemania Occidental 1:46,0                                             | Bodo Tümler Alemania Occidental 1:46,3                                                         |
| 1500 m            | Bodo Tümler Alemania Occidental 3:41,9                                                    | Michel Jazy Francia 3:42,2                                                                | Harald Norpoth Alemania Occidental 3:42,4                                                      |
| 5000 m            | Michel Jazy Francia 13:42,8                                                               | Harald Norpoth Alemania Occidental 13:44,0                                                | Bernd Diessner Francia 13:47,8                                                                 |
| 10 000 m          | Jürgen Haase República Democrática Alemana 28:26,0                                        | Lajos Mecser · Hungría · 28:27,0                                                          | Leonid Mikitenko Unión Soviética 28:32,2                                                       |
| 110 m vallas      | Eddy Ottoz · Italia · 13,7                                                                | Hinrich John Alemania Occidental 14,0                                                     | Marcel Duriez Francia 14,0                                                                     |
| 400 m vallas      | Roberto Frinolli · Italia · 49,8                                                          | Gerd Lossdörfer Alemania Occidental 50,3                                                  | Robert Poirier Francia 50,5                                                                    |
| 3000 m obstáculos | Viktor Kudinski Unión Soviética 8:26,6                                                    | Anatoli Kurian Unión Soviética 8:28,0                                                     | Gaston Roelants · Bélgica · 8:28,8                                                             |
| 20 km marcha      | Dieter Lindner República Democrática Alemana 1:29:25                                      | Vladimir Golubnichi Unión Soviética 1:30:06                                               | Nikolái Smaga Unión Soviética 1:30:18                                                          |
| 50 km marcha      | Abdon Pamich · Italia · 4:18:42                                                           | Gennadi Agapov Unión Soviética 4:20:01                                                    | Alexandr Sherbina Unión Soviética 4:20:47                                                      |
| Maratón           | James Hogan Reino Unido 2:20:04                                                           | Aurèle Vandendriessche · Bélgica · 2:21:43                                                | Gyula Tóth · Hungría · 2:22:02                                                                 |
| Salto de altura   | Jacques Madubost Francia 2,12 m                                                           | Robert Sainte-Rose Francia 2,12 m                                                         | Valeri Skvortsov Unión Soviética 2,09 m                                                        |
| Salto con pértiga | Wolfgang Nordwig República Democrática Alemana 5,10                                       | Christos Papanikolaou Grecia 5,05                                                         | Hervé d´Encausse Francia 5,00                                                                  |
| Salto de longitud | Lynn Davies Reino Unido 7,98                                                              | Igor Ter-Ovanesian Unión Soviética 7,88                                                   | Jean Cochard Francia 7,88                                                                      |
| Salto triple      | Georgi Stoikovski Bulgaria 16,67                                                          | Hans-Jürgen Rückborn República Democrática Alemana 16,66                                  | Henrik Kalocsai · Hungría · 16,59                                                              |
| Peso              | Vilmos Varjú · Hungría · 19,43                                                            | Nikolai Karasiov Unión Soviética 18,82                                                    | Władysław Komar · Polonia · 18,68                                                              |
| Disco             | Detlef Thorith República Democrática Alemana 57,42                                        | Hartmut Losch República Democrática Alemana 57,34                                         | Lothar Milde República Democrática Alemana 56,80                                               |
| Martillo          | Romuald Klim Unión Soviética 70,02                                                        | Gyula Zsivótzky · Hungría · 68,62                                                         | Uwe Beyer Alemania Occidental 67,28                                                            |
| Jabalina          | Janis Lusis Unión Soviética 84,48                                                         | Władysław Nikiciuk · Polonia · 81,76                                                      | Gergely Kulcsár · Hungría · 80,54                                                              |
| 4 x 100 m         | Francia 39,4 Marc Berger Jocelyn Delecour Claude Piquemal Roger Bambuck                   | Unión Soviética 39,8 Edvin Ozolin Armin Tuyakov Boris Savchuk Nikolay Ivanov              | Alemania Occidental 39,8 Hans-Jürgen Felsen Gert Metz Dieter Enderlein Manfred Knickenberg     |
| 4 x 400 m         | Polonia · 3:04,5 · Jan Werner · Edmund Borowski · Stanisław Grędziński · Andrzej Badeński | Alemania Occidental 3:04,8 Friedrich Roderfeld Jens Ulbricht Rolf Krusmann Manfred Kínder | República Democrática Alemana 3:05,7 Joachim Both Günter Klann Michael Zerbes Wilfried Weiland |
| Decatlón          | Werner von Moltke Alemania Occidental 7.740 pts.                                          | Jörg Mattheis Alemania Occidental 7.614 pts.                                              | Horst Beyer Alemania Occidental 7.562 pts.                                                     |

### Femenino
| Evento            | Oro                                                                                            | Plata                                                                            | Bronce                                                                                |
| ----------------- | ---------------------------------------------------------------------------------------------- | -------------------------------------------------------------------------------- | ------------------------------------------------------------------------------------- |
| 100 m             | Ewa Kłobukowska · Polonia · 11,5                                                               | Irena Kirszenstein · Polonia · 11,5                                              | Karin Frisch Alemania Occidental 11,8                                                 |
| 200 m             | Irena Kirszenstein · Polonia · 23,1                                                            | Ewa Kłobukowska · Polonia · 23,4                                                 | Vera Popkova Unión Soviética 23,7                                                     |
| 400 m             | Anna Chmelková Checoslovaquia 52,9                                                             | Antónia Munkácsi · Hungría · 53,9                                                | Monique Noirot Francia 54,0                                                           |
| 800 m             | Vera Nikolić Yugoslavia 2:02,8                                                                 | Zsuzsa Szabó-Nagy · Hungría · 2:03,1                                             | Antje Gleichfeld Alemania Occidental 2:03,7                                           |
| 80 m vallas       | Karin Balzer República Democrática Alemana 10,7                                                | Karin Frisch Alemania Occidental 10,7                                            | Elżbieta Bednarek · Polonia · 10,7                                                    |
| Salto de altura   | Taisiya Chenchik Unión Soviética 1,75 m                                                        | Liudmila Komleva Unión Soviética 1,73 m                                          | Jarosława Bieda · Polonia · 1,71 m                                                    |
| Salto de longitud | Irena Kirszenstein · Polonia · 6,55                                                            | Diana Yorgova Bulgaria 6,45                                                      | Helga Hoffmann Alemania Occidental 6,38                                               |
| Peso              | Nadezhda Chizhova Unión Soviética 17,22                                                        | Margitta Gummel República Democrática Alemana 17,05                              | Marita Lange República Democrática Alemana 16,96                                      |
| Disco             | Christa Spielberg República Democrática Alemana 57,76                                          | Liesel Westermann Alemania Occidental 57,38                                      | Anita Hentschel República Democrática Alemana 56,80                                   |
| Jabalina          | Marion Lüttge-Graefe República Democrática Alemana 58,74                                       | Mihaela Peneş · Rumania · 56,94                                                  | Valentina Popova Unión Soviética 56,70                                                |
| 4 x 100 m         | Polonia · 44,4 · Elzbieta Bednarek · Danuta Straszynska · Irena Kirszenstein · Ewa Kłobukowska | Alemania Occidental 44,5 Renate Meyer Hannelore Trabert Karin Frisch Jutta Stock | Unión Soviética 44,6 Vera Popkova Valentina Bolshova Lyudmila Samotyosova Renate Laze |
| Pentatlón         | Valentina Tikhomirova Unión Soviética 4.787 pts.                                               | Heide Rosendahl Alemania Occidental 4.765 pts.                                   | Ingeborg Exner República Democrática Alemana 4.713 pts.                               |

## Medallero
| Núm. | País           | Oro | Plata | Bronce | Total |
| ---- | -------------- | --- | ----- | ------ | ----- |
| 1    | RDA            | 8   | 3     | 5      | 16    |
| 2    | Polonia        | 7   | 5     | 3      | 15    |
| 3    | URSS           | 6   | 7     | 7      | 20    |
| 4    | Francia        | 4   | 3     | 8      | 15    |
| 5    | Italia         | 3   | 0     | 0      | 3     |
| 6    | RFA            | 2   | 10    | 9      | 21    |
| 7    | Reino Unido    | 2   | 0     | 0      | 2     |
| 8    | Hungría        | 1   | 4     | 3      | 8     |
| 9    | Bulgaria       | 1   | 1     | 0      | 2     |
| 10   | Checoslovaquia | 1   | 0     | 0      | 1     |
| 10   | Yugoslavia     | 1   | 0     | 0      | 1     |
| 12   | Bélgica        | 0   | 1     | 1      | 2     |
| 13   | Grecia         | 0   | 1     | 0      | 1     |
| 13   | Rumania        | 0   | 1     | 0      | 1     |
|      | TOTAL          | 36  | 36    | 36     | 108   |